# Luca Cafiero
Luca Cafiero (Napoli, 1º gennaio 1936 – Milano, 13 marzo 2016) è stato un attivista e politico italiano.

## Biografia
Docente di filosofia all'Università Statale di Milano, negli anni dal 1968 al 1975 è stato uno dei più noti leader della contestazione studentesca milanese, animata dal Movimento Studentesco.
Allo scopo di conferire un assetto politico allo spontaneismo del movimento, nel 1975 si dedicò alla formazione dell'alleanza elettorale di Democrazia Proletaria per le politiche del 1976. Nello stesso anno fu tra i fondatori del Movimento Lavoratori per il Socialismo e, divenutone segretario, favorì il graduale passaggio verso posizioni più inserite nella sinistra storica e nel sindacato, di una parte significativa dell'ala movimentista, facendo poi confluire nel 1981 il MLS nel Partito di Unità Proletaria, di cui fu vicesegretario nazionale e capogruppo alla Camera dei deputati.
Spesso contestato per i metodi, da molti considerati troppo rigidi e sbrigativi, tenuti dal servizio d'ordine milanese dell'MS-MLS, i cosiddetti "katanga", nei confronti degli elementi più estremisti, Cafiero seppe poi guadagnarsi una generale stima come dirigente politico e parlamentare, per le doti di vasta cultura e di coerenza nell'evitare ogni leaderismo personale.
Deputato per il Partito di Unità Proletaria per il Comunismo dal 1979, venne poi candidato dal PCI nelle elezioni del 1983, come indipendente, nel collegio elettorale di Napoli. Fu eletto deputato, ottenendo un numero di preferenze tale da superare, in alcune circoscrizioni, il capolista Giorgio Napolitano.
Durante la IX Legislatura, partecipò ai lavori della commissione "Finanza e Tesoro" e, dal 1985, alla commissione "Istruzione e Belle Arti".
Dal 1988 ha gradualmente abbandonato l'impegno politico pubblico, per maggiormente dedicarsi all'insegnamento ed all'attività di ricerca nel campo filosofico.
Muore a Milano il 13 marzo 2016, all'età di 80 anni, dopo una lunga malattia.